# Intel G33
| Intel G33        | Intel G33                                        |
| ---------------- | ------------------------------------------------ |
|                  |                                                  |
| Поддержка ЦП     | Core 2 Duo Core 2 Quad Pentium Dual-Core Celeron |
| Поддержка сокета | LGA775                                           |
| Предшественник   | G31                                              |
| Преемник         | G35                                              |

Intel G33 (Intel G33 Express) — чипсет Intel, представленный 5 июня 2007 года, отличающийся от предшественников официальной поддержкой FSB 1333 и памяти DDR3.

## Краткие характеристики
- поддержка процессоров семейств Celeron и Pentium, а также процессоров Core 2 Duo/Quad с частотой системной шины 800/1066 МГц, включая модели с частотой системной шины 1333 МГц;
- двухканальный контроллер памяти DDR2-533/667/800 или DDR3-800/1067 с поддержкой до 4 модулей DIMM суммарным объёмом до 8 ГБ (без ECC) и технологиями Fast Memory Access и Flex Memory;
- графический интерфейс PCI Express x16;
- интегрированное графическое ядро GMA 3100 с поддержкой технологии Clear Video Technology[1];
- Шина DMI (с пропускной способностью ~2 ГБ/с) до нового южного моста ICH9/R/DH.

## Особенности чипсета
От P35 данный чипсет отличается лишь наличием встроенной графики. Также чипсеты G33 и G35 аппаратно поддерживают воспроизведение HD-видео с HD DVD или Blue-Ray, что Intel реализует в виде технологии Clear Video Technology. Данный чипсет умеет аппаратно включать/отключать порты USB.

## Внешние ссылки
- THG: P35 и G33 - тесты (рус.)
- Intel G33 Express Chipset (англ.)
- IXBT: Семейство чипсетов Intel 3x (Bearlake) (рус.)